# Heartache Every Moment/Close to the Flame
«Heartache Every Moment» / «Close to the Flame» — две песни, выпущенные в виде двойного сингла с альбома Deep Shadows and Brilliant Highlights финской рок-группы HIM в 2002 году. Являлись первым и единственным двойным синглом, когда-либо выпущенным группой до выхода «In Joy and Sorrow/Pretending». «Heartache Every Moment» также был выпущен как отдельный сингл в Финляндии, но с другой обложкой.

## Список композиций
Немецкий и финский CD-сингл/EP
1. «Heartache Every Moment»
2. «Close to the Flame»
3. «Salt in Our Wounds» (Acoustic version)

Кадр из клипа «Heartache Every Moment».

4. «In Joy and Sorrow» (Acoustic version)
5. «Pretending» (Acoustic version)
6. «Heartache Every Moment» (Acoustic version)
7. «Close to the Flame» (Acoustic version)
8. «Enhanced Section»:
  - Heartache Every Moment (Видео)
  - Close to the Flame (Видео)

Немецкое и финское издание
1. «Heartache Every Moment»
2. «Close to the Flame»
3. «Salt in Our Wounds» (Acoustic Version)

## Чарты
| Чарт                  | Позиция |
| --------------------- | ------- |
| Finnish Singles Chart | 2       |
| Swiss Singles Chart   | 88      |

## Дополнительно
- На обе песни были сняты клипы, содержащие выдержки из живых выступлений группы HIM.